# Retzer Windmühle

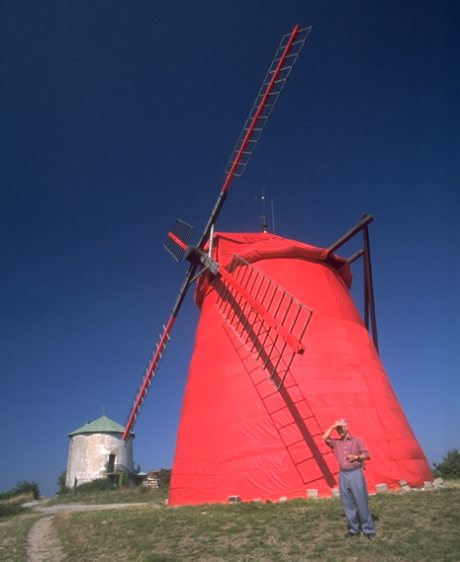
Retzer Windmühle in roter Verkleidung anlässlich des Events "Retzer Land - Feuriges Land"

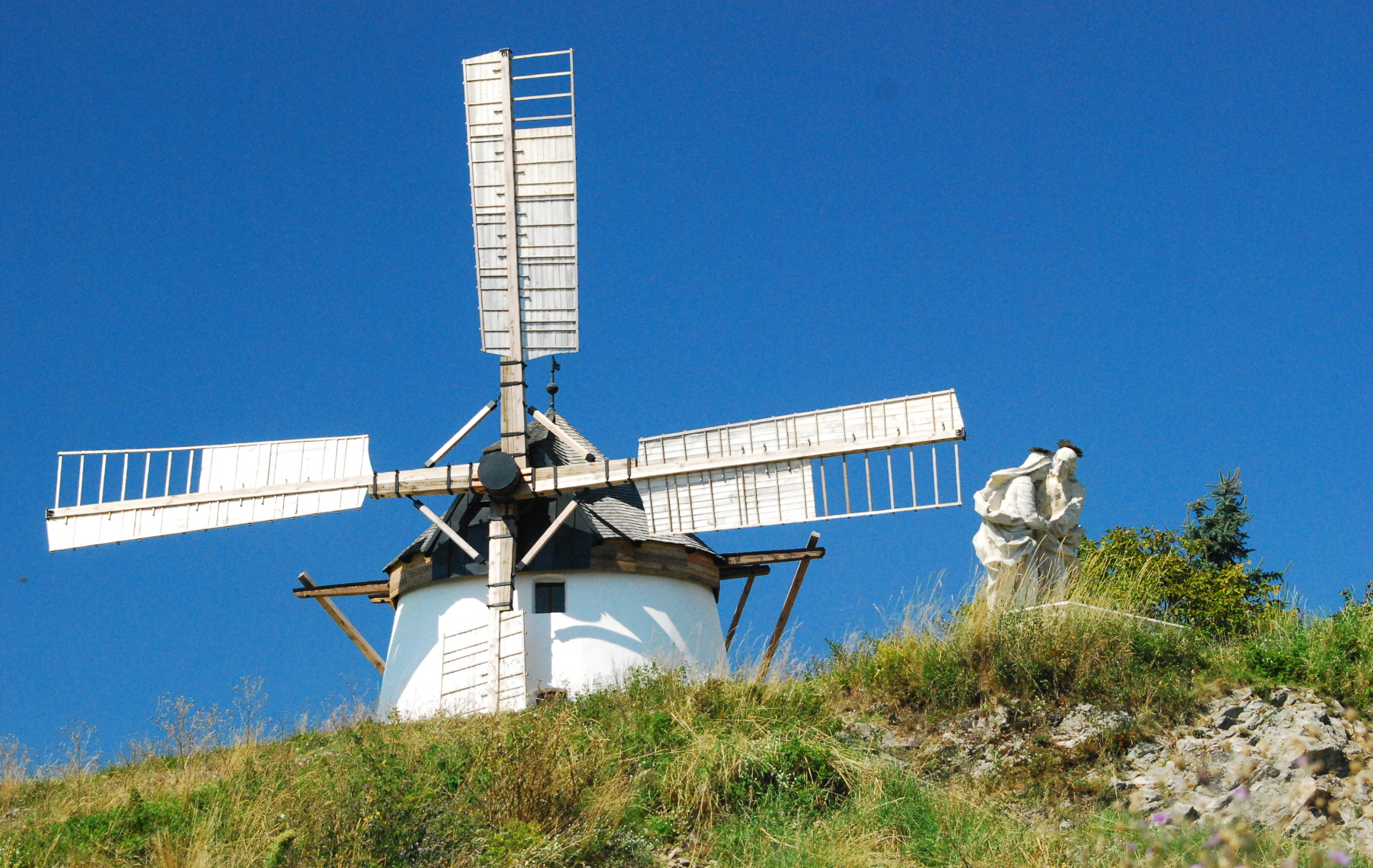
Windmühle mit neuen Flügeln

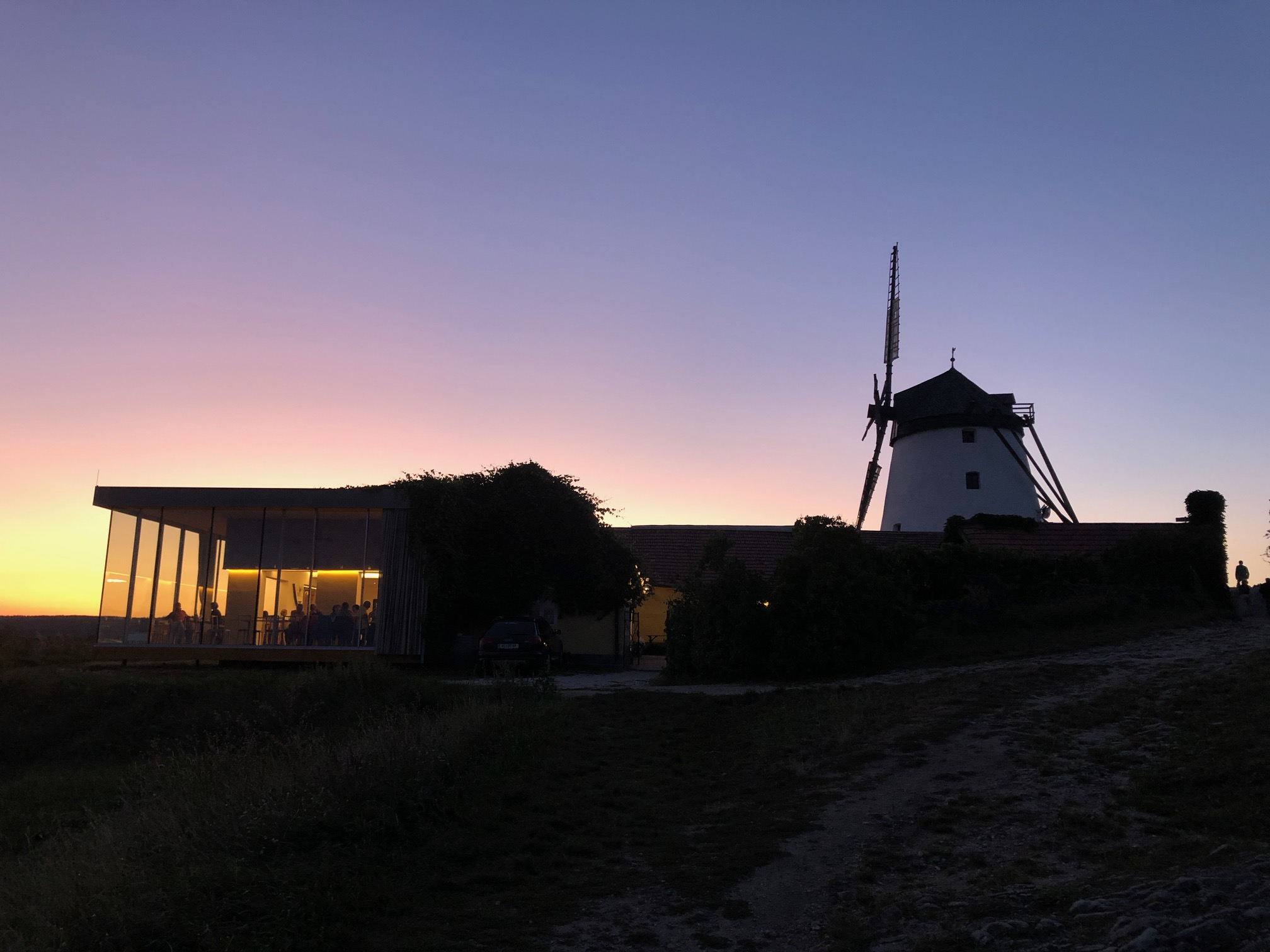
Windmühle mit Windmühlheurigen im Abendlicht

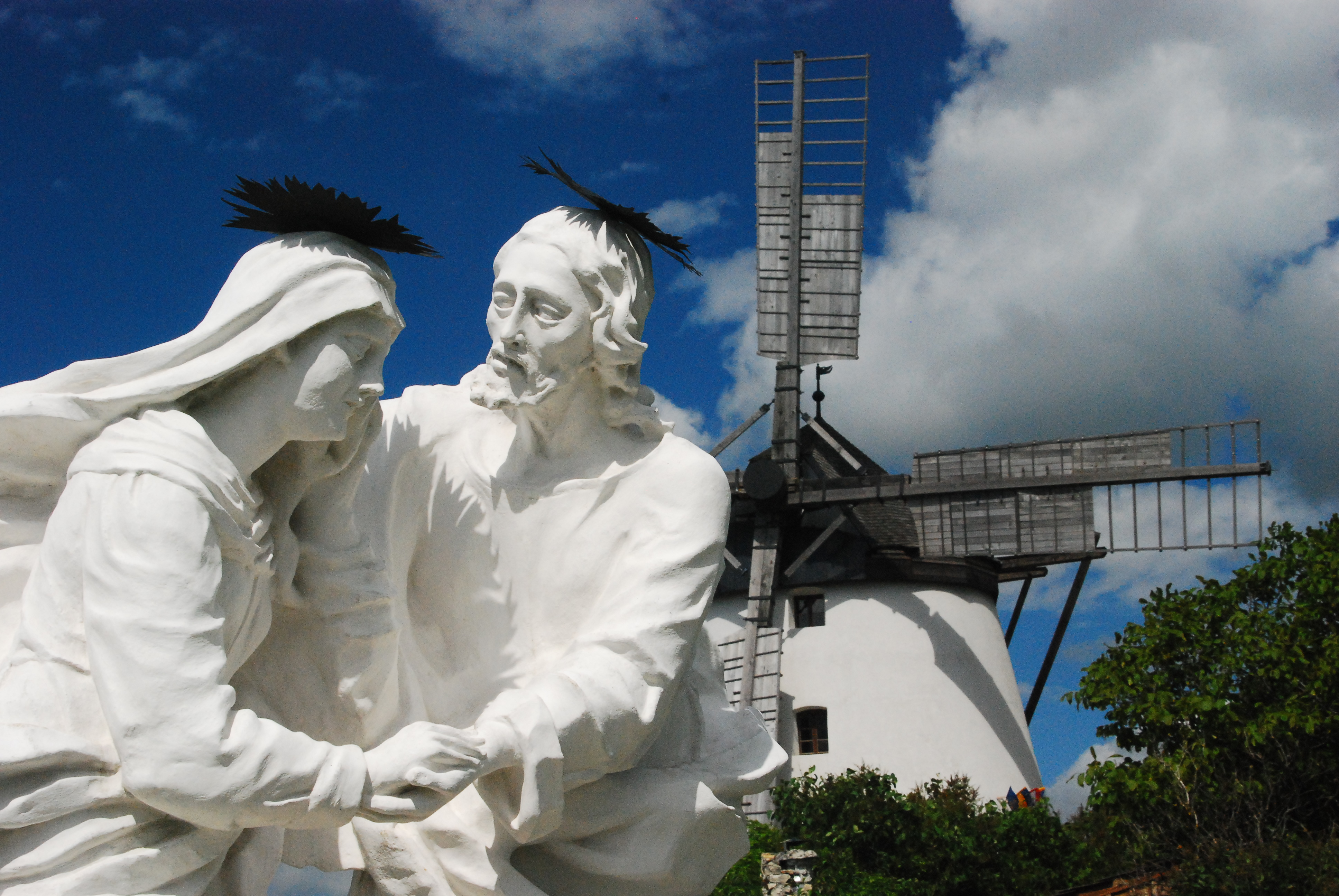
Der Kalvarienberg in unmittelbarer Nähe zur Mühle

Die Retzer Windmühle in Niederösterreich ist eine der beiden letzten – wieder – betriebsfähigen Windmühlen in Österreich. Nur in Podersdorf am Neusiedler See ist noch eine zweite von ursprünglich rund vierhundert Windmühlen Österreichs erhalten geblieben.

## Lage
Die Retzer Windmühle liegt an der alten Straße von Retz nach Hofern auf einer Anhöhe zwischen Retz und dem Manhartsberg, der die Grenze zwischen Wein- und Waldviertel bildet. In unmittelbarer Nähe befinden sich der Kalvarienberg und der Soldatenfriedhof von Retz.

## Geschichte
In unmittelbarer Nähe zueinander wurden zwei Windmühlen errichtet. Eine der beiden wurde 1775 als Steinbau errichtet und brannte 1893 nach einem Blitzschlag aus. Seitdem wird sie als Wohnhaus genutzt.

### Bockwindmühle (ab 1772)
Die Errichtung der hölzernen Bockwindmühle begann 1772 und dauerte ein Jahr. Die Mühle, die zahlreiche Besitzerwechsel erlebte, wurde bis ungefähr 1850/1851 betrieben und dann aus unbekannten Gründen abgebaut.
Bildliche Dokumentationen finden sich auf Darstellungen von Retz aus dem 18. und 19. Jahrhundert. Ein Gesellenbrief aus dem Jahr 1775 oder 1787 (der so genannte „Walzbrief“) zeigt die Bockmühle in den Weingärten oberhalb von Retz.

### Steinerne Windmühle (Baubeginn 1853 oder 1855)
Die seit 2010 wieder in Betrieb befindliche Windmühle hatte 1853 Baubeginn. Müller Johann Bergmann ersetzte mit ihr die alte hölzerne aus 1772.
Die Steine für die damals neue Windmühle wurden direkt am Kalvarienberg gebrochen. Errichtet wurde der konische Turm vom Maurermeister Karl Cerny aus dem zwischen Znaim und Frain an der Thaya gelegenen Liliendorf, wo er nach dem Vorbild aus Retz ebenfalls eine Windmühle errichtete. Gleichzeitig mit der Windmühle wurde auch ein Wohnhaus gebaut, das bis 1938 bewohnt wurde. Heute dient es als „Windmühlheuriger“.
1915 und 1927 wurde die Retzer Windmühle von Blitzen getroffen, die zwar Schäden verursachten, aber keine Brände auslösten. Erst 1999 wurde ein Blitzableiter montiert.
Am 10. Oktober 1918, kurz vor Ende des 1. Weltkriegs, wurde in einem Amtsblatt die behördliche Mühlensperre über den Besitzer der Windmühle verlautbart. Grund dafür war „Schwarzmahlen“ (verbotenes Mahlen von Getreide). Aufgehoben wurde diese Sperre am 15. Dezember desselben Jahres.
Der letzte Kunde brachte am 21. November 1924 50 Kilogramm Gerste zum Schroten in die Retzer Windmühle auf den Berg, danach wurde der Betrieb eingestellt.
1928 ließ die Stadt Retz die Windmühle wegen der weitgehend unverändert gebliebenen Außen- und Innenerscheinung unter Denkmalschutz stellen. Zwischen dem Besitzer der Mühle und der Stadt Retz wurde 1955 ein Mietvertrag über die Erhaltung und touristische Nutzung geschlossen. Seit ungefähr 1960 werden Führungen abgehalten.
Die Zentralanstalt für Meteorologie und Geodynamik errichtete 1993 neben der Windmühle eine teilautomatisierte Wetterstation. Die Windmessanlage dieser Station wurde auf der Dachspitze oberhalb der Wetterfahne montiert.
Im Jahr 2000 erfolgte eine Renovierung der Mühle. Der Keller wurde entrümpelt und die Belüftung des viergeschoßigen Innenraumes sichergestellt. Wegen des starken Insektenbefalls wurde die ganze Windmühle mit Blausäuregas behandelt.
Ohne Mithilfe des Verpackungskünstlers Christo wurde am 5. August 2001 anlässlich der Veranstaltungsreihe „Retzer Land – Feuriges Land“ die Windmühle mit rotem Stoff verhüllt. Rund fünf Stunden waren die Feuerwehr von Retz und andere Helfer mit dieser Arbeit beschäftigt.
Bei einem Sturm mit einer Windgeschwindigkeit von mehr als 100 km/h am Österreichischen Nationalfeiertag 2002 wurde einer der Flügel zerstört. Am 25. Juli 2003 wurden von der Retzer Feuerwehr und einer Firma aus Blindenmarkt die bisherigen Flügel durch historisch korrekte ersetzt.
Aus Anlass der seit 20 Jahren bestehenden Partnerschaft zwischen Pulkau und Klösterle wurden im Frühjahr 2006 das Rathaus von Pulkau und die Windmühle von Retz unter der Leitung des Künstlers Christoph Strolz in Originalgröße im Schigebiet Sonnenkopf (Vorarlberg) aus Schnee nachgebaut.
In den Jahren 2009 und 2010 wurden die Flügel durch neue von einem niederländischen Unternehmen ersetzt. Am 1. Mai 2010 wurde die Mühle wieder in Betrieb genommen.
Am 1. Mai jeden Jahres wird seitdem ein Mühlenfest veranstaltet. Über den Sommer ist die funktionierende Mühle zu besichtigen. 2022 jährte sich der Baubeginn der Vorgängermühle aus Holz im Jahr 1772 zum 250. Mal.

## Daten
- Höhe des gemauerten Mühlenturms: 8,7 Meter
- Höhe Mühlenturm plus Dach: 13 Meter
- Durchmesser an der Basis: 9,89 Meter
- Durchmesser an der Mauerkrone: 6,76 Meter
- Oberfläche des Kegelstumpfes: 227 Quadratmeter
- Durchmesser des Flügelkreuzes: 25 Meter
- Flügelfläche: 10 mal 2,5 Meter
- Optimale Windgeschwindigkeit: Windstärke 4 – 5 (ergibt 12 – 15 Umdrehungen pro Minute)
- Kritische Windgeschwindigkeit: ab ungefähr Windstärke 5

## Film und Fernsehen
Ihren ersten Auftritt hatte die Retzer Windmühle in einer Folge der TV-Serie Der Kurier der Kaiserin mit Klausjürgen Wussow, in der sich ein preußischer Offizier mit ihm an der Windmühle mehrfach duellierte.
Äußerlich stark verfremdet wurde die Retzer Windmühle bei der in Österreich erfolgten Verfilmung von Die drei Musketiere im Jahr 1993.

## Briefmarke
Ab dem 24. September 1976 wurden von der Österreichischen Post Briefmarken der Serie Landschaften aus Österreich mit einem Bild der Retzer Windmühle mit dem Nennwert von 4,50 Schilling ausgegeben.

## Windmühlenring
Der Windmühlenring ist eine Auszeichnung der Stadt Retz, die vor allem an Bürger der Stadt Retz für besondere Leistungen vergeben wird.